# 超動
超動（ちょうどう）は、バンダイキャンディ事業部が発売しているウルトラシリーズを題材とする食玩シリーズである。

## 概要
彩色済みアクションフィギュアで、ウルトラ戦士と怪獣の超動ウルトラマン、ULTRAMANを題材とする超動HERO'S ULTRAMAN、改良型の超動αウルトラマン、怪獣にフォーカスした超動αウルトラ怪獣がある。

## 超動ウルトラマン
- 第1弾 - ウルトラマンロッソ、ウルトラマンブル、ウルトラマンX、拡張セット1、拡張セット2、拡張セット3（2018年10月22日）
- 第2弾 - ウルトラマンルーブ、ウルトラマンオーブダーク、ウルトラマンタロウ、拡張セット1、拡張セット2、拡張セット3（2019年1月28日）
- ウルトラマンオーブ オーブオリジン&ギャラクトロンセット - （2019年2月19日プレミアムバンダイ限定販売）
- 第3弾 - ウルトラマングルーブ、ジャグラスジャグラー、ウルトラセブン、拡張セット1、拡張セット2、拡張セット3（2019年4月8日）
- 第4弾 - ULTRAMAN、ゼットン、ウルトラマン、新 拡張セット1、新 拡張セット2、新 拡張セット3（2019年6月24日）
- 第5弾 - ウルトラマンティガ マルチタイプ、ウルトラマンダイナ フラッシュタイプ、ウルトラマンガイア（V2）、拡張セット1、拡張セット2、拡張セット3（2019年9月16日）
- 第6弾 - ウルトラマンメビウス、ウルトラマンメビウス メビウスブレイブ、ウルトラマンアグル、キリエロイド、拡張パーツセット（2020年1月27日）
- ウルトラマンティガ -封印されし闇- - （2020年2月プレミアムバンダイ限定販売）
- ウルトラマンティガ -光を継ぐもの- - （2020年4月プレミアムバンダイ限定販売）
- 第7弾 - ウルトラマンアグル（V2）、ウルトラマンヒカリ、ゾフィー、メフィラス星人、拡張パーツセット（2020年11月16日）
- ウルトラマンガイア -天使降臨- - （2021年2月プレミアムバンダイ限定販売）
- 第8弾 - ウルトラマンネクサス ジュネッス、イーヴィルティガ、ウルトラマンジャック、グドン、拡張パーツセット（2021年3月29日）
- ウルトラマンZ -ご唱和ください、我の名を!- - （2021年5月プレミアムバンダイ限定販売）
- 第9弾 - ウルトラマンコスモス ルナモード、ウルトラマンネクサス ジュネッスブルー、ウルトラセブン、メトロン星人、拡張パーツセット（2021年7月12日）

## 超動HERO'S ULTRAMAN
- 第1弾 - ULTRAMAN、SEVEN、ACE、拡張パーツセット（2020年5月4日）
- BEMULAR&PROTOTYPE SUITセット - （2020年9月プレミアムバンダイ限定販売）

## 超動αウルトラマン
- 第1弾 - ウルトラマントリガー マルチタイプ、ウルトラマンゼット ベータスマッシュ、ウルトラマンティガ マルチタイプ、グリッターティガ、ウルトラマンエース、拡張パーツセット（2022年1月31日）
- 第2弾 - ウルトラマンレグロス、ウルトラマンゼット　アルファエッジ、ウルトラマンゼロ、テクターギア・ゼロ、ウルトラマンレオ、拡張パーツセット（2022年6月27日）
- 第3弾 - ウルトラマンデッカー フラッシュタイプ、ウルトラマンダイナ フラッシュタイプ、ウルトラマンサーガ、ストロングコロナゼロ、ルナミラクルゼロ、拡張パーツセット（2022年10月24日）
- シン・ウルトラマン - （2022年10月プレミアムバンダイ限定販売）
- 第4弾 - ウルトラマンデッカー ダイナミックタイプ、グリッタートリガーエタニティ、ウルトラマンゼット(レッドダメージ)、ウルトラマン、ゼットン、拡張パーツセット（2023年2月20日）
- 第5弾 - ウルトラマンタイガ、ウルトラマンタロウ、ウルトラマンメビウス、ウルトラマントレギア、ゾフィー、拡張パーツセット（2023年5月22日）
- 第6弾 - ウルトラマンブレーザー、ウルトラマンゼット デルタライズクロー、ウルトラマンジード プリミティブ、ウルトラマンゼロ、ウルトラマンベリアル、拡張パーツセット（2023年8月21日）
- 第7弾 - ウルトラマンブレーザー ファードランアーマー、ウルトラマンゼット ガンマフューチャー、ウルトラマンジード ギャラクシーライジング、ウルトラマンガイア(V2)、ウルトラマンアグル(V2)、拡張パーツセット（2023年12月4日）
- 第8弾 - ウルトラマンギンガ、ウルトラマンビクトリー、ウルトラマンオーブ オーブオリジン、ウルトラマンオーブ オリジン・ザ・ファースト、ジャグラス ジャグラー、拡張パーツセット（2024年2月5日）
- ウルトラマンガイア スプリーム・ヴァージョンセット - （2024年2月プレミアムバンダイ、ツブラヤストアONLINE限定販売）
- 第9弾 - ウルトラマンリブット、シャイニングウルトラマンゼロ、ウルトラマン、ウルトラマンジャック、アストラ、拡張パーツセット（2024年6月3日）
- 第10弾 - ウルトラマンアーク、ソリスアーマー&ルーナアーマー、ウルトラセブン、ウルトラの父、特空機1号 セブンガー、拡張パーツセット（2024年8月12日）
- 第11弾 - ウルトラマンアーク、ギャラクシーアーマー、ウルトラマンタロウ、ウルトラマンA、ウルトラマンネクサス ジュネッス、拡張パーツセット（2024年11月11日）
- 第12弾 - ウルトラウーマングリージョ、ウルトラマンブル アクア、ウルトラマンロッソ フレイム、ウルトラマンジョーニアス、ウルトラマン80、拡張パーツセット（2025年6月30日）
- 第13弾 - ウルトラマンオメガ、レキネスアーマー&トライガロンアーマー、ウルトラマンマックス、ウルトラマンキング、ウルトラマンエックス、拡張パーツセット（2025年9月予定）

## 超動αウルトラ怪獣
- 第1弾 - ゴモラ、レッドキング、バルタン星人、メフィラス星人（2024年6月3日）
- 第2弾 - エレキング、キングジョー、メトロン星人、ベムスター（2024年8月12日）
- 第3弾 - タイラント、テンペラー星人、マグマ星人、エースキラー（2024年11月11日）
- 第4弾 - ブラックキング、ナックル星人、グドン、ゴルザ（2025年6月30日）
- 第5弾 - カネゴン、ジャミラ、キリエロイド、メルバ（2025年9月予定）